# Ulrich Eicke
Ulrich Eicke (Wuppertal, 18 de fevereiro de 1952) é um velocista alemão na modalidade de canoagem.
Foi vencedor da medalha de Ouro em C-1 1000 metros em Los Angeles 1984.